# Fort Yates
Fort Yates è un comune (city) degli Stati Uniti d'America e capoluogo della contea di Sioux nello Stato del Dakota del Nord. La popolazione era di 184 persone al censimento del 2010. Fort Yates è la sede del governo della riserva indiana di Standing Rock (Standing Rock Indian Reservation).

## Geografia fisica
Fort Yates è situata a 46°05′06″N 100°37′49″W (46.084899, -100.630144).
Secondo lo United States Census Bureau, ha un'area totale di 0,06 miglia quadrate (0,16 km²).

## Società

### Evoluzione demografica
Secondo il censimento del 2010, c'erano 184 persone.

### Etnie e minoranze straniere
Secondo il censimento del 2010, la composizione etnica della città era formata dal 5,4% di bianchi, il 92,4% di nativi americani, lo 0,5% di altre razze, e l'1,6% di due o più etnie. Ispanici o latinos di qualunque razza erano il 2,2% della popolazione.